# Placa de Cocos

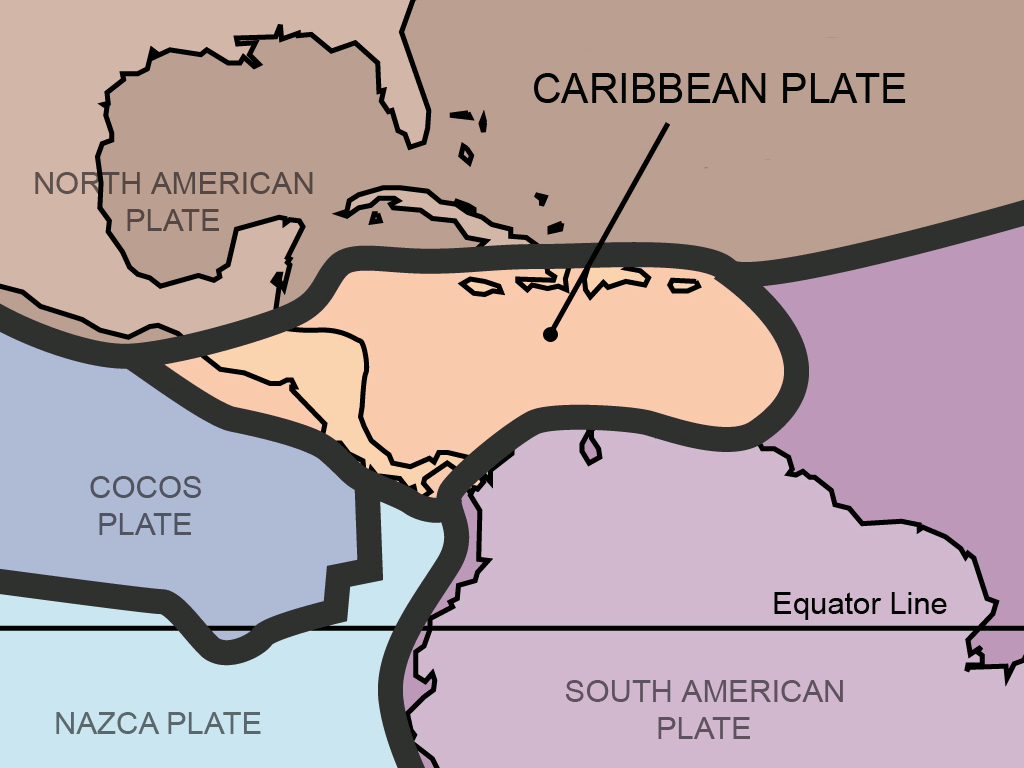
La placa de Cocos se ilustra con color azul oscuro, al norte de la placa de Nazca.

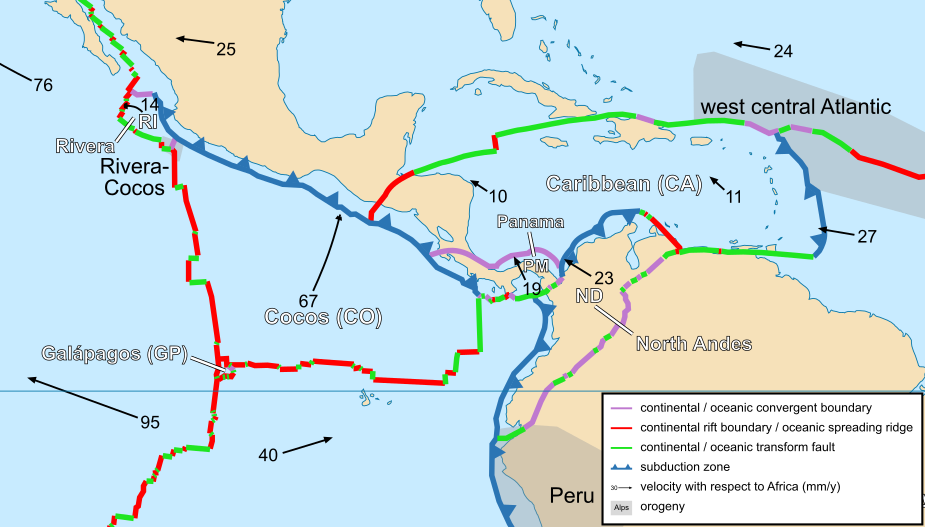
La placa de Cocos (al centro) y sus aledañas.

La placa de Cocos, también conocida como placa del Coco, es una placa de corteza oceánica. En ella se encuentran la Cordillera de Tehuantepec y la Cordillera submarina del Coco, que constituyen una línea de volcanes formada por el Punto de Galápagos y cuyo único punto emergido es la Isla del Coco.
En el noreste limita con la placa Norteamericana y con la placa del Caribe, bajo las cuales es subducida, por lo cual provoca el vulcanismo del Arco Volcánico Centroamericano y del Eje Neovolcánico en México; además de fuertes terremotos en la zona. Expresión topográfica de esta subducción es la fosa Mesoamericana.
Las placas de Cocos y de Nazca provienen de la antigua placa de Farallón, que se fragmentó en placas menores hace cerca de 23 millones de años. En la parte meridional de la placa de Cocos se encuentra la dorsal de Cocos, una cordillera submarina que se extiende entre Panamá y las islas Galápagos. Un punto caliente bajo estas islas, conocido como punto caliente de Galápagos, se encuentra a lo largo de la dorsal de Galápagos.
Se cree que la placa de Rivera, ubicada al norte de la placa de Cocos, se separó de ésta hace 5-10 millones de años. Aunque el límite entre ambas parece carecer de una falla de transformación clara, se les considera distintas. 
El devastador terremoto de México de 1985 fue resultado de la subducción de la placa de Cocos bajo la placa Norteamericana. Un poco más al sur, la subducción de la placa de Cocos bajo la placa del Caribe generó una serie de sismos destructivos como los de El Salvador de 2001 y de Guatemala de 2012. También la ruptura de esta placa provocó el sismo de Chiapas el 7 de septiembre de 2017, y el sismo de Puebla, Morelos y la Ciudad de México el 19 de septiembre de 2017, justo en el 32 aniversario del terremoto de México de 1985.[cita requerida]